# Vägen till Californien
Vägen till Californien är ett musikalbum av John Holm från 1999.

## Låtlista
1. Andra Sidan Ån - 5:30
2. Han Måste Gå - 3:55
3. Blå Väg - 4:12
4. Sänd Mig Ett Minne - 3:41
5. Ingen Har En Hy Som Du - 4:31
6. Nästan Ny - 3:11
7. Vänta På Igår - 2:43
8. Rullar - 3:05
9. Maria, Många Mil Och År Från Här - 3:29
10. Jag Kallar Honom Vän - 5:59
11. Ingen - 4:49
12. Polaritetstest [Rätt Polaritet +++-] - 0:05

Total längd:
45:10